# Ramon Besora Oliva
Ramon Besora Oliva és mestre, editor i escriptor. Actualment, és president de l'Associació del poeta Miquel Martí i Pol, però durant molts anys, ha exercit de mestre i n'ha col·laborat en la formació de mestres. També ha format part de la Institució Rosa Sensat.
Durant la seva trajectòria ha rebut diversos premis, tant nacionals com internacionals, entre els quals destaquen:
- Premi Baldiri Reixac per les seves aportacions en l'àmbit de la didàctica de la llengua.[2]
- Octogone d'Honneur atorgat pel Centre International d'Études en Littérature de Jeunesse de París.[2]
- Critici in Erba Prize atorgat a Bolonya per les seves edicions.[2]
- Premi Internacional d'Innovació també a Bolonya.[2]
- Selecció White Ravens 2023, pel llibre Els iris.

A més, també ha estat president del Consell Català del Llibre Infantil i Juvenil i membre del jurat de diversos premis literaris, com per exemple:
- Premi Nacional de Literatura Infantil del Ministeri de Cultura
- Premi Lazarillo
- Premi de Literatura Infantil i Juvenil de la Generalitat de Catalunya

Besora també ha participat en la coordinació de seminaris i simpòsiums com el Simpòsium del Premi Internacional Catalonia d'Il·lustració.
Per acabar, destacar que ha fet diverses publicacions i articles sobre la didàctica, la creativitat infantil, la construcció d'un lector, poesia, experimentació poètica i diversos títols de literatura infantil.